# Palau Football Association

Altes Verbandslogo

Die Palau Football Association ist der Fußballverband der pazifischen Inselrepublik Palau. Sie entsendet die palauische Fußballauswahl.

## Daten
Die Gründung erfolgte am 28. Mai 2002. Der Sitz des Verbandes liegt in der ehemaligen Hauptstadt Koror. Palau ist weder Mitglied der Oceania Football Confederation noch der FIFA und kann daher nicht an Qualifikationen zum OFC-Nationencup und zur FIFA-Weltmeisterschaft teilnehmen. 2004 bemühte sich der Verband verstärkt um eine Aufnahme in die FIFA.